# Julian Pauli
Julian Pauli (Londen, 18 juli 2005) is een voetballer met de Duitse nationaliteit die doorgaans als centrale verdediger speelt. Pauli doorliep de jeugdopleiding van 1. FC Köln en maakte in augustus 2024 zijn debuut in het betaald voetbal voor het eerste elftal in de 2. Bundesliga.

## Clubloopbaan

### Jeugd
Pauli begon met voetballen in het schoolteam van de internationale school waar hij destijds leerling was. Vervolgens sloot hij zich aan bij de jeugdopleiding van Fortuna Düsseldorf. Op 14-jarige leeftijd maakte hij, ondanks belangstelling van diverse Europese topclubs, de overstap naar Borussia Dortmund. Daar werd hij ingedeeld bij de onder-17. Vanwege het stilleggen van de competitie als gevolg van de coronapandemie kwam hij dat seizoen slechts tot vier optredens. Aan het einde van dat seizoen vervolgde hij zijn opleiding bij de jeugdacademie van 1. FC Köln, waar hij eveneens in het onder-17-elftal terechtkwam. Op 7 augustus 2021 maakte hij zijn debuut in het bekertoernooi voor B-junioren. In het met 5–1 gewonnen duel tegen de leeftijdsgenoten van Rot-Weiss Essen stond hij in de basis onder trainer Martin Heck.[3] Gedurende het seizoen 2021/22 veroverde hij een vaste plek in het elftal. Op 18 september 2021 maakte hij zijn eerste doelpunt in de met 2–1 gewonnen thuiswedstrijd tegen Alemannia Aachen; hij bracht in de 63e minuut de stand op 1–1.
In het seizoen 2022/23 maakte Pauli als B-junior zijn eerste minuten in het onder-19-elftal van 1. FC Köln. Op 6 november 2022 liet trainer Stefan Ruthenbeck hem vijf minuten voor tijd invallen in de met 0–2 gewonnen uitwedstrijd tegen Rot-Weiss Essen; hij verving  Max Finkgräfe. Later dat seizoen kwam hij ook in actie tijdens de finale van de DFB-Juniorenpokal tegen Schalke 04. In de met 3–4 gewonnen wedstrijd werd hij als invaller ingebracht. In het daaropvolgende seizoen (2023/24) maakte hij definitief de overstap naar de onder-19, waar hij vanaf de seizoensstart een basisplaats had en bovendien als aanvoerder fungeerde. In het seizoen 2024/25 volgde, na enkele optredens in het tweede elftal, zijn definitieve promotie naar de A-selectie.

### 1. FC Köln
Pauli maakte op 1 december 2023 zijn eerste speelminuut in het seniorenvoetbal als invaller in de 90e minuut van een wedstrijd van 1. FC Köln II tegen SC Fortuna Köln in de Regionalliga West. In de rest van het seizoen kwam hij nog driemaal in actie, waarvan tweemaal als basisspeler onder trainer Evangelos Sbonias. In de zomer van 2024 verlengde hij zijn contract en werd hij tijdens de voorbereiding op het seizoen 2024/25 toegevoegd aan de A-selectie. Hij maakte een sterke indruk en begon in de laatste vier oefenwedstrijden in de basis. Op 2 augustus 2024 maakte Pauli onder trainer Gerhard Struber zijn officiële debuut in het betaald voetbal. In de openingswedstrijd van het seizoen tegen Hamburger SV startte hij in het RheinEnergieStadion als basisspeler en vormde hij samen met Timo Hübers het centrale verdedigingsduo. Twee weken later maakte hij op 18 augustus in de eerste ronde van de DFB-Pokal zijn eerste doelpunt voor Köln, door zijn ploeg in de 20e minuut op voorsprong te zetten in de met 2–3 gewonnen uitwedstrijd tegen SV Sandhausen. Pauli was tot begin december basisspeler, maar raakte geblesseerd door een hersenschudding die hij opliep in een bekerwedstrijd tegen Hertha BSC. Hij keerde op 5 april 2025 terug in de competitiewedstrijd tegen diezelfde tegenstander, maar slaagde er niet meer in een basisplaats te veroveren. Daardoor had hij een bescheiden aandeel in het kampioenschap van 1. FC Köln, dat na één seizoen terugkeerde naar de Bundesliga.
Tijdens de voorbereiding op het seizoen 2025/26 scheurde Pauli een enkelband waardoor hij de start van het seizoen aan zich voorbij moest laten gaan.

## Clubstatistieken
| Seizoen                     | Club            | Competitie        | Competitie | Competitie | Beker | Beker | Internationaal | Internationaal | Overig | Overig | Totaal | Totaal |
| Seizoen                     | Club            | Competitie        | Wed.       | Dlp.       | Wed.  | Dlp.  | Wed.           | Dlp.           | Wed.   | Dlp.   | Wed.   | Dlp.   |
| --------------------------- | --------------- | ----------------- | ---------- | ---------- | ----- | ----- | -------------- | -------------- | ------ | ------ | ------ | ------ |
| 2023/24                     | 1. FC Köln II   | Regionalliga West | 4 *        | 0          | –     | –     | –              | –              | –      | –      | 4      | 0      |
| 2024/25                     | 1. FC Köln      | 2. Bundesliga     | 17         | 0          | 3     | 1     | –              | –              | –      | –      | 20     | 1      |
| 2025/26                     | 1. FC Köln      | Bundesliga        | 0          | 0          | 0     | 0     | –              | –              | 0      | 0      | 0      | 0      |
| Carrière totaal             | Carrière totaal | Carrière totaal   | 21         | 0          | 3     | 1     | 0              | 0              | 0      | 0      | 24     | 1      |
| Bijgewerkt tot 26 juli 2025 |                 |                   |            |            |       |       |                |                |        |        |        |        |

* In het seizoen 2023/24 speelde Pauli als A-junior vier keer mee met het tweede elftal;

## Interlandloopbaan
Pauli kwam uit voor meerdere Duitse jeugdelftallen, maar nam met deze teams niet deel aan een eindtoernooi. Hij speelde in totaal zeven jeugdinterlands, waarin hij niet tot scoren kwam. Tijdens deze wedstrijden was hij teamgenoot van onder anderen Fabio Baldé, Ilyas Ansah, Damion Downs en Max Finkgräfe. 

### Duitse jeugdelftallen
Pauli debuteerde op 9 oktober 2020 in Duitsland –16, onder leiding van bondscoach Marc-Patrick Meister. Hij speelde in een vriendschappelijke thuiswedstrijd tegen Denemarken –16, die met 0–2 werd verloren. Pauli kwam in dat duel alleen in de eerste helft in actie. Pas vier jaar later volgde een nieuwe oproep: bondscoach Hannes Wolf selecteerde hem in 2024 voor Duitsland –20.
| Jeugdinterlands van Julian Pauli voor Duitsland () | Jeugdinterlands van Julian Pauli voor Duitsland () | Jeugdinterlands van Julian Pauli voor Duitsland () | Jeugdinterlands van Julian Pauli voor Duitsland () | Jeugdinterlands van Julian Pauli voor Duitsland () | Jeugdinterlands van Julian Pauli voor Duitsland () |
| №                                                  | Datum                                              | Wedstrijd                                          | Uitslag                                            | Soort Wedstrijd                                    | Doelpunten                                         |
| Als speler bij Duitsland –16                       | Als speler bij Duitsland –16                       | Als speler bij Duitsland –16                       | Als speler bij Duitsland –16                       | Als speler bij Duitsland –16                       | Als speler bij Duitsland –16                       |
| -------------------------------------------------- | -------------------------------------------------- | -------------------------------------------------- | -------------------------------------------------- | -------------------------------------------------- | -------------------------------------------------- |
| 1.                                                 | 9 oktober 2020                                     | Duitsland – Denemarken                             | 0 – 2                                              | Vriendschappelijk                                  |                                                    |
| Als speler bij Duitsland –20                       |                                                    |                                                    |                                                    |                                                    |                                                    |
| 1.                                                 | 5 september 2024                                   | Roemenië – Duitsland                               | 2 – 3                                              | Vriendschappelijk                                  |                                                    |
| 2.                                                 | 10 september 2024                                  | Italië – Duitsland                                 | 0 – 2                                              | Vriendschappelijk                                  |                                                    |
| 3.                                                 | 11 oktober 2024                                    | Duitsland – Polen                                  | 3 – 1                                              | Vriendschappelijk                                  |                                                    |
| 4.                                                 | 14 oktober 2024                                    | Duitsland – Ghana                                  | 5 – 0                                              | Vriendschappelijk                                  |                                                    |
| 5.                                                 | 15 november 2024                                   | Engeland – Duitsland                               | 5 – 0                                              | Vriendschappelijk                                  |                                                    |
| 6.                                                 | 19 november 2024                                   | Turkije – Duitsland                                | 0 – 2                                              | Vriendschappelijk                                  |                                                    |
| Bijgewerkt tot 12 maart 2025                       |                                                    |                                                    |                                                    |                                                    |                                                    |

## Persoonlijk
Pauli werd geboren in Londen als zoon van Duitse ouders. Op vierjarige leeftijd verhuisde het gezin terug naar Duitsland, waar ze zich vestigden in Düsseldorf.

## Erelijst
| Kampioen 2. Bundesliga | 1x | 2024/25 |